# Anne de Pisseleu
Anna Jeanne de Pisseleu 1508-ban jött világra, egy pikárdiai francia nemes, Adrien de Pisseleu (d'Heilly ura) és Charlotte d'Ailly leányaként. Valamikor 1522 körül került a királyi udvarhoz mint I. Ferenc édesanyjának (Szavoja-i Lujza angoulême-i hercegné) egyik udvarhölgye. Körülbelül 1526-ban lett a király szeretője, aki őmiatta szakított előző ágyasával, Françoise de Foix-val, akivel 8 évig volt viszonya.
Korabeli jellemzések szerint Anna csinos, vidám, éles eszű, művelt hölgy volt, továbbá „a legszebb okos nő és egyben a legokosabb szépség is”. Kapcsolata Ferenccel egészen a király 1547-ben bekövetkezett haláláig tartott. Szeretői státusza sok birtokot és rangot hozott Anna számára, aki Ferenccel együtt, ugyanabból az ablakból figyelte azt, amikor az özvegy király új felesége, Habsburg Eleonóra először érkezett Párizsba, 1530-ban. Anna édesapja is profitált lánya szerencsés helyzetéből, ugyanis a férfi lett Meudon ura, továbbá rábízták Brie, Champagne és Île-de-France erdeit és folyóvizeit is. 
1533-ban az uralkodó hozzáadta Annát a 27 esztendős Jean de Brosse-hoz, Penthièvre grófjához, akit a király később megtett Étampes és Chevreuse hercegévé is. A herceg 1564-ben hunyt el. Nem született gyermeke Annától.
Különösen a király életének utolsó éveiben vált jelentős politikai játékossá a hercegné, aki Philippe de Chabot admirálist igyekezett helyzeti előnyhöz juttatni annak ellenségével, Montmorency királyi várkapitánnyal szemben, ugyanis utóbbi volt, aki hű szövetségesként támogatta Diane de Poitiers-t, a Henrik orláans-i hercegnek, a dauphin-nek (trónörökösnek) szeretőjét. (Köztudott volt, hogy Diane és Anna nem kedvelte egymást.) Anna támogatta a reformötleteket, toleráns volt a protestánsokkal szemben, akik csak I. Ferenc halála után vállalhatták fel nyíltan a hitüket. Jó barátságba került Ferenc nővérével, a szintén művelt és újító szellemű Navarrai Margit királynéval is. (Margit unokája lett később IV. Henrik néven Franciaország királya.)
Elődjéhez (Françoise de Foix) hasonlóan az ő családtagjai is gyorsan emelkedtek a társadalmi ranglétrán, köszönhetően Anna előnyös pozíciójának. Anna nagybátyja, Antoine Sanguin például Orléans püspöke lett 1533-ban, és bíboros 1539-től. A hercegné három fivérét is kinevezték püspökké, két húgát pedig rendfőnöknővé. Anna többi lánytestvérét maga az uralkodó házasította ki. Vagyonos főnemesek feleségei lettek. 
1547-ben, I. Ferenc halála után az új király, II. Henrik szeretője, Diane de Poitiers kitiltotta a királyi udvarból vetélytársát. 1553-ban Diane elérte, hogy a király elvegye Anne-tól d’Étampes hercegségét, és magának Diane-nak adományozza azt. Anne 1580-ban, mintegy 71 évesen hunyt el, III. Henrik francia király uralkodásának hetedik évében.